# Цветков, Антон Сергеевич
Антон Сергеевич Цветков (15 января 1994 года, Санкт-Петербург) — российский футболист, вратарь. Тренер.

## Карьера
Воспитанник петербургского «Зенита». Несколько лет выступал в молодёжной команде. Параллельно защищал ворота второй команды клуба, которая выступала во втором дивизионе. С 2015 по 2017 годы играл в другом петербургском коллективе «Динамо», где был резервным вратарем. После выхода команды в ФНЛ руководство приняло решение расстаться с Цветковым.
Зимой 2018 года перешёл в состав новичка литовской А Лиги «Паланги», за которую дебютировал 25 февраля в матче первого тура с «Йонавой» (1:1).